# アスカモデル
有限会社アスカモデル（英: Asuka Model co.,Ltd）は、日本の静岡県静岡市駿河区に本拠地をおくプラモデル製造メーカーである。旧社名は有限会社タスカモデリズモ。
1/35スケールの戦車を主に製作している。
2010年10月時点での商品ラインナップは、ドイツII号戦車L型ルクスおよびM4シャーマン戦車の各バリエーションおよび装備品の1/35キット、ドイツII号戦車F型の1/24のキット、宮崎駿の漫画「宮崎駿の雑想ノート」に登場する架空の多砲塔戦車「悪役1号」の1/72キットである。
2013年、社名をアスカモデル（ASUKA MODEL）に変更した。